# Муругов, Иван Васильевич
Ива́н Васи́льевич Муру́гов (1897, с. Уваз Рязанской губернии — 28.07.1941, Москва) — деятель ВКП(б), 1-й секретарь Читинского областного комитета ВКП(б). Входил в состав особой тройки НКВД СССР.

## Биография
Иван Васильевич Муругов родился в 1897 году в селе Уваз Рязанской губернии. Окончил учительскую школу в селе Александровка Тамбовской губернии. В 1917 году вступил в члены РСДРП(б), после чего его деятельность была связана с партийной работой.
- в 1918—1920 годах — заместитель председателя Исполкома Касимовского уездного совета (Рязанская губерния), заместитель председателя Исполкома Рязанского губернского совета.
- в 1920—1924 годах — ответственный секретарь Царицынского губкома РКП(б), председатель Исполкома Царицынского губернского совета.
- в 1924—1925 годах — заведующий Инспекцией Наркомата рабоче-крестьянской инспекции СССР, член Центральной Контрольной Комиссии РКП(б).
- в 1930—1934 годах — заместитель директора Института Красной профессуры, заведующий Сектором Отдела ЦК ВКП(б).
- в 1934—1939 годах — член Комиссии партийного контроля при ЦК ВКП(б).
- в 1936—1937 годах — уполномоченный Комиссии партийного контроля при ЦК ВКП(б) по Восточно-Сибирскому краю — области.
- с октября 1937 по сентябрь 1939 годах — 1-й секретарь Организационного бюро ЦК ВКП(б) по Читинской области, 1-й секретарь Читинского обкома ВКП(б). Этот период отмечен вхождением в состав особой тройки, созданной по приказу НКВД СССР от 30.07.1937 № 00447[2] и активным участием в сталинских репрессиях[3].
- с 21.3.1939 по 20.2.1941[4] — член Центральной Ревизионной Комиссии ВКП(б).

## Завершающий этап
3 августа 1939 года Иван Муругова исключён из партии. Арестован 8 сентября 1939 г. Приговорён к ВМН ВКВС СССР 8 июля 1941 г. Обвинялся по статьям 58-1а, 58-8, 58-11 УК РСФСР. Расстрелян в день вынесения приговора в Москве. Реабилитирован 25 июня 1955 г. определением ВКВС СССР за отсутствием состава преступления.